# Вийра, Сандер
Сандер Вийра (эст. Sander Viira; 29 августа 1989, Люманда, Сааремаа) — эстонский футболист, полузащитник, тренер.

## Биография
Начал заниматься футболом с 5-летнего возраста в спортивной секции д. Люманда, там же занимался лёгкой атлетикой.
На юношеском уровне — воспитанник клуба «Курессааре». Всю игровую карьеру провёл в родном клубе. Дебютный матч за островитян на взрослом уровне сыграл 31 июля 2005 года в рамках высшего дивизиона Эстонии против «Транса», заменив на 73-й минуте Мартина Салонга, эта игра осталась для него единственной в первом сезоне. С 2007 года стал более часто играть за команду. Вместе с «Курессааре» неоднократно курсировал между высшей и первой лигами, а один сезон (2016) провёл в третьем дивизионе. Всего за основную команду клуба сыграл 301 матч и забил 17 голов, в том числе 162 матча и один гол — в высшем дивизионе. По состоянию на 2024 год занимал четвёртое место в истории по числу матчей за «Курессааре». По состоянию на 2013 год был капитаном команды. Одну игру в 2010 году сыграл за «Флору» (Раквере) в первой лиге, которая в том сезоне была аффилирована с «Курессааре».
Сыграл один матч за молодёжную сборную Эстонии 27 марта 2009 года против команды Франции (0:3), заменив на 55-й минуте Расмуса Лухакоодера.
В начале 2016 года был назначен играющим главным тренером «Курессааре», когда клуб опустился в Эсилийгу Б (третий дивизион). В 2016 году клуб под его руководством стал победителем этого турнира, а в 2017 году стал пятым из десяти участников в первой лиге, однако получил право выйти в высшую лигу. После выхода в элиту Вийра оставил пост главного тренера. Много лет работал в тренерском штабе клуба, в том числе возглавлял резервную команду. Неоднократно признавался лучшим тренером месяца в Эсилийге Б, в том числе по итогам марта, июня и июля 2024 года.